# 苏村镇 (南宫市)
苏村镇，是中华人民共和国河北省邢台市南宫市下辖的一个乡镇级行政单位。

## 行政区划
苏村镇下辖以下地区：
苏四村、苏一村、苏二村、苏三村、德演宫村、大家村、徐达村、南贾城村、铁佛头村、北贾城村、贾侍郎村、尹昌村、冯村、陈村、堂上村、拦头城村、王周屯村、栗家屯村、横党照村、东小马村、西小马村、丰家庄村和西杨家庄村。